# Шипове
Медицинското наименование е Exostosis или множествена екзостоза – заболяване на опорно-двигателната система. Състои се във формиране на ново костно образувание върху съществуваща кост.
Не трябва да се бърка с остеофит (Osteophyte) или „шипове“, които са костни образувания около износени стави, характерни за по-възрастните хора и е по-често срещано при хора, които се занимават с физическа работа.

## Причини за заболяването
Основните причини за това заболяване са неправилно хранене, изкривяването на гръбначния стълб (сколиоза) и травмите. Други фактори, засилващи болестта, могат да бъдат простудни заболявания и нарушаване на обмяната на веществата. Неудобна възглавница често е причинител на шипове на врата.

## Същност исимптоми
Шиповете са заболяване на ставите, свързано с артрит, при което израстването на нови кости може да притисне нерви, кръвоносни съдове и да доведе до обездвижване и деформация. Най-често засегнати са тазобедрените и коленните стави, гръбначният стълб, петите, врата и рамената. Съпроводени са с болки, които може да са от слаби до силни, в зависимост от мястото и общото състояние. Понякога се образуват подутини под кожата и мускулни спазми.
Специфични симптоми за шиповете на врата са недоспиване, високо кръвно налягане, главоболие, схванат врат, сутрешна скованост и др.
Шиповете на петата често са съпроводени от болка и възпаления на фасцията – тъканта, която помага за поддържането на свода на стъпалото. Те могат да бъдат объркани с плантарен фасциит, което представлява възпаление на фасциите и подкожните тъкани на ходилото.

## Лечение
В много случаи лекарите са на мнение, че шиповете не се лекуват. Въпреки това при някои от тях може да помогне хирургична намеса. За облекчаване на симптомите може да се приложи лечение насочено към отстраняване на първопричините на заболяването: неправилното хранене, лошото храносмилане, нарушената обмяна на веществата и недостатъчната двигателна активност. Действията и усилията на пациента трябва да са насочени към отслабване, занимания с физически упражнения и изчистване на токсините, особено в дебелото черво. Към това могат да се прибавят различни нагревки, компреси, масажи, физиотерапия и бани.